# Шитхала
Шитхала́ (кабард.-черк. Шытхьэлэ) — село в Урванском районе Кабардино-Балкарской Республики.
Образует муниципальное образование «сельское поселение Шитхала», как единственный населённый пункт в его составе.

## География
Селение расположено в западной части Урванского района, на правом берегу реки Урвань. Находится в 4 км к западу от районного центра Нарткала и в 17 км от к северо-востоку от города Нальчик.
Площадь территории сельского поселения составляет — 10,81 км2. Из них на сельскохозяйственные угодья приходятся — 8,19 км2 (75,8 %). 
Граничит с землями населённых пунктов: Морзох и Нарткала на востоке, Урвань на юге, Нартан на юго-западе и Герменчик на северо-западе. К западу от села расположены различные дачные поселения. 
Населённый пункт расположен на наклонной Кабардинской равнине, в предгорной зоне республики. Средние высоты на территории села составляют около 305 метров над уровнем моря. Рельеф местности представляет собой в основном предгорные волнистые равнины, с общим уклоном с юго-запада на северо-восток. К северо-западу от села вдоль реки Урвань тянутся бугристые и курганные возвышенности.
Гидрографическая сеть в основном представлена рекой Урвань и его родниковыми притоками. К югу от села протекает ручей Мажаджоко, впадающий в Докшукинский карьер. Также имеются искусственные водоёмы, используемые для различных нужд. Уровень обеспечения местности водой очень высокая, глубина залегания грунтовых вод составляет всего около 1,5-2 метров.
Климат влажный умеренный, с тёплым летом и прохладной зимой. В целом климатические условия благоприятны для возделывания всех зональных сельскохозяйственных культур и многолетних насаждений. Среднегодовая температура воздуха составляет +10,0°С, и колеблется от средних +22,5°С в июле, до средних -2,0°С в январе. Среднегодовое количество осадков составляет около 650 мм, большая часть из которого выпадает в период с мая по июль. В начале весны при резких перепадах температур, с гор дуют сильные ветры.

## История
Селение было основано в 1927 году переселенцами из села Кошероково (ныне Кенже), имевшими наделы земли у впадения реки Нальчик в Урвань, в урочище Шитхала. 
Новое поселение получило своё название Шитхала (кабард.-черк. Шытхьэлэ — топящая лошадей) от того, что раньше во время переправы через реку Урвань, лошадей во время весеннего паводка уносило сильным течением, а затем увязывали в родниковых источниках. Это название первоначально закрепилось за местностью, а затем перешло и в название новообразованного села.
Первоначально относился к Герменчикскому сельсовету. С 1951 по 1958 года село подчинялось Докшукинскому городскому Совету.
В 1958 году был преобразован в самостоятельный сельский Совет, с подчинением ему села Морзох.
В конце 1970-х годов в селе начали расселять возвращающихся с депортации из Средней Азии турок, которые не получив возможности вернуться на свою историческую родину — Месхетия в Грузии, осели в некоторых регионах Северного Кавказа.
В 1982 году село Морзох был обратно выделен из состава Шитхалинского сельсовета, в самостоятельный сельсовет.
В 1991 году Шитхалинский сельсовет был реорганизован и преобразован в Шитхалинскую сельскую администрацию. В 2005 году Шитхалинская сельская администрация была преобразована в муниципальное образование, со статусом сельского поселения.

## Население
| 2002  | 2010  | 2012  | 2013  | 2014  | 2015  | 2016  |
| ----- | ----- | ----- | ----- | ----- | ----- | ----- |
| 1250  | ↘1181 | ↗1198 | ↗1203 | ↗1222 | ↗1223 | ↗1228 |
| 2017  | 2018  | 2019  | 2020  | 2021  | 2023  | 2024  |
| ↘1214 | ↗1217 | ↘1209 | ↘1192 | ↗1194 | ↘1185 | ↗1204 |
| 2025  |       |       |       |       |       |       |
| ↗1228 |       |       |       |       |       |       |

Плотность — 113.6 чел./км2.
Национальный состав
По данным Всероссийской переписи населения 2010 года:
| Народ      | Численность, чел. | Доля от всего населения, % |
| ---------- | ----------------- | -------------------------- |
| кабардинцы | 772               | 65,4 %                     |
| турки      | 342               | 29,0 %                     |
| таджики    | 29                | 2,5 %                      |
| русские    | 20                | 1,7 %                      |
| другие     | 18                | 1,5 %                      |
| всего      | 1 181             | 100 %                      |

По данным Всероссийской переписи 2021 года:
| Народ               | Численность, чел. | Доля от всего населения, % |
| ------------------- | ----------------- | -------------------------- |
| кабардинцы          | 842               | 70,51 %                    |
| турки               | 305               | 25,54 %                    |
| русские             | 22                | 1,84 %                     |
| афганцы             | 14                | 1,17 %                     |
| другие / не указано | 11                | 0,92 %                     |
| всего               | 1 194             | 100,0 %                    |

Поло-возрастной состав
По данным Всероссийской переписи населения 2010 года:
| Возраст     | Мужчины, чел. | Женщины, чел. | Общая численность, чел. | Доля от всего населения, % |
| ----------- | ------------- | ------------- | ----------------------- | -------------------------- |
| 0 — 14 лет  | 151           | 145           | 296                     | 25,1 %                     |
| 15 — 59 лет | 355           | 387           | 742                     | 62,8 %                     |
| от 60 лет   | 65            | 78            | 143                     | 12,1 %                     |
| Всего       | 571           | 610           | 1 181                   | 100 %                      |

Мужчины — 571 чел. (48,3 %). Женщины — 610 чел. (51,7 %).
Средний возраст населения — 32,0 лет. Медианный возраст населения — 28,3 лет.
Средний возраст мужчин — 31,3 лет. Медианный возраст мужчин — 27,7 лет.
Средний возраст женщин — 32,6 лет. Медианный возраст женщин — 28,6 лет.

## Местное самоуправление
Администрация сельского поселения Шитхала — село Шитхала, ул. Мира, 51 «а».
Структуру органов местного самоуправления сельского поселения составляют:
- Исполнительно-распорядительный орган — Местная администрация сельского поселения Шитхала. Состоит из 4 человек.  
  - Глава администрации сельского поселения — Унажоков Аслан Мухажирович.
- Представительный орган — Совет местного самоуправления сельского поселения Шитхала. Состоит из 14 депутатов, избираемых на 5 лет. 
  - Председатель Совета местного самоуправления сельского поселения — Кешев Аркадий Мулидович.

## Образование
- Средняя общеобразовательная школа — ул. Мира, 57.
- Начальная школа Детский сад — ул. Мира, 57 «а».

## Здравоохранение
- Участковая больница — ул. Мира, 51.

## Культура
- Дом культуры
- Спортивно-оздоровительный комплекс

Общественно-политические организации: 
- Адыгэ Хасэ
- Совет ветеранов труда и войны

## Ислам
- Сельская мечеть — ул. Школьная, 43.

## Экономика
В экономике сельского поселения большую роль играют сельское хозяйство и искусственные водоёмы, использующиеся для разведения промысловых рыб.

## Транспорт
Вдоль южной окраины села проходит автодорога «Нарткалинское шоссе», связывающая города Нальчик и Нарткала напрямую. Параллельно неё тянется железнодорожная ветка Котляревская—Нальчик, на которой в районе села функционируют пассажирская станция Урвань и остановочный пункт «25 км». 

## Улицы
На территории села зарегистрировано 5 улиц и 1 переулок:
| Лесная |
| Мира   |

| Мирный (переулок) |
| Молодёжная        |

| Садовая  |
| Школьная |

## Известные уроженцы
Родившиеся в Шитхале:
- Каноков Арсен Баширович — второй президент Кабардино-Балкарской Республики (2005—2013 года). Член Совета Федерации России.